# Nowa Sól (stacja kolejowa)
Nowa Sól – stacja kolejowa w Nowej Soli, w województwie lubuskim, w Polsce. Według klasyfikacji PKP ma kategorię dworca regionalnego.

## Ruch pasażerski
| Rok   | Wymiana roczna | Wymiana pasażerska na dobę | miejsce w Polsce |
| ----- | -------------- | -------------------------- | ---------------- |
| 2017. |                | 700-1000                   |                  |
| 2018  |                | 700-1 000                  |                  |
| 2019. | 402 000        | 1 100                      |                  |
| 2020. |                | 700-1 000                  |                  |
| 2021. | 365 000        | 1 000                      |                  |
| 2022. |                | 1 600                      |                  |

## Dojazd komunikacją miejską
Na dworzec główny można się dostać z różnych części miasta, a także z niektórych okolicznych wiosek, za pomocą Międzygminnego Przedsiębiorstwa Komunikacyjnego „SubBus”. Linie dzienne:
| 1  | » | Modrzyca (Bobrowniki, Niedoradz) – Głogowska (Kiełcz, Ciepielów) |
| 2  | » | Chałubińskiego – Wyspiańskiego                                   |
| 3  | » | Chałubińskiego – Modrzyca                                        |
| 7  | » | Nowa Sól COP – Borowiec                                          |
| 8  | » | Nowa Sól COP – Bielawy                                           |
| 13 | » | Rudno – Modrzyca                                                 |
| 15 | » | Chałubińskiego – Czasław                                         |
| 16 | » | Nowa Sól COP – Kolsko                                            |